# ریف (موسیقی)

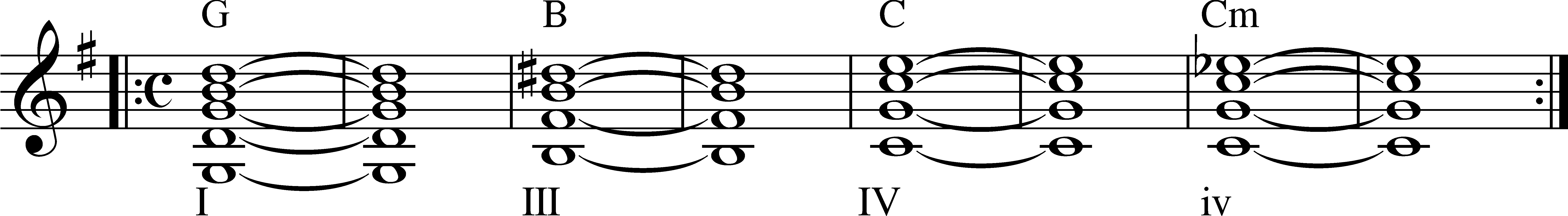
اوستیناتو از ریدیوهد " چندش " دارای ترکیب مدال و نت‌های مشترک بین سه‌صدایی مجاور (B بین G & B, C و G بین C + و C-) و تأکید بر هارمونی زیرنمایان (IV = C در G ماژور).

ریف (به انگلیسی: Riff) عبارتست از توالی آکورد یا ریفرین (refrain) در موسیقی (که در موسیقی کلاسیک به نام اوستیناتو نیز شناخته می‌شود). این یک الگو یا ملودی است که اغلب، توسط سازهای بخش ریتم یا تکنواز نواخته می‌شود و اساس یا همراهی موسیقی یک آهنگ را تشکیل می‌دهد. اگرچه ریف‌ها بیشتر در موسیقی راک، موسیقی هوی‌متال، لاتین، فانک و جاز یافت می‌شوند اما موسیقی کلاسیک نیز گاهی بر اساس یک ریف است. مانند بولرو اثر راول. ریف‌ها می‌توانند به سادگی ساکسیفون تنور که یک فیگور ریتمیک ساده را می‌نوازد باشند یا به پیچیدگی تغییرات مبتنی بر ریف در تنظیم‌هایی که توسط ارکستر یک گروه جاز اجرا می‌شود.
دیوید براکت (سال ۱۹۹۹) ریف‌ها را به عنوان «عبارات ملودیک کوتاه» تعریف می‌کند. در حالی که ریچارد میدلتون (سال ۱۹۹۹) آن‌ها را به عنوان «شکل‌های ریتمیک، ملودیک، یا هارمونیک کوتاه تکرار شونده برای تشکیل یک چارچوب ساختاری» تعریف می‌کند. ریکی روکسبی (Rikky Rooksby) بیان می‌کند: «ریف عبارتی کوتاه، تکراری و به یاد ماندنی‌است که اغلب روی گیتار با نت‌های بم اجرا می‌شود که بیشتر انرژی و هیجان یک آهنگ راک را متمرکز می‌کند». رادیو بی‌بی‌سی ۲، در جمع‌آوری لیست ۱۰۰ ریف برتر گیتار، ریف را به عنوان «قلاب اصلی یک آهنگ» تعریف کرد که اغلب آهنگ را آغاز می‌کند و «در سراسر آن تکرار می‌شود و صدای متمایزی به آهنگ می‌دهد».

## ریشه لغات
اصطلاح ریف در دهه ۱۹۲۰ وارد زبان عامیانه موسیقی شد و عمدتاً هنگام بحث در مورد اشکال موسیقی راک یا جاز استفاده می‌شود. «بیشتر نوازندگان راک از ریف تقریباً به عنوان مترادف ایده موسیقی استفاده می‌کنند» (Middleton 1990, p. ۱۲۵). ریشه‌شناسی این اصطلاح به وضوح مشخص نیست. برخی منابع ریف را مخفف «فیگور ریتمیک» یا «ریفرین(refrain)» توضیح می‌دهند.